# Adrien Jans
Vous pouvez partager vos connaissances en l’améliorant (comment ?) selon les recommandations des projets correspondants.
Pour les articles homonymes, voir Jans (homonymie).
Adrien Jans, né à Edegem le 22 octobre 1905 et mort à Bruxelles le 24 septembre 1973, est un journaliste et écrivain belge de langue française. 
Il fut membre de l'Académie royale de langue et de littérature françaises de Belgique, président de l'Association des écrivains belges, membre du jury du Prix Rossel et président de l'Association des écrivains catholiques de Belgique.

## Œuvres
- Clairs-obscurs, 1933
- Chant des âmes, 1942
- La Colonne ardente, 1955
- D'arrache-cœur, 1961
- La Tunique de Dieu, 1964
- Ivoiriennes, 1968
- Poésie 1924-1967, 1969

## Source primaire
- Revue Poésie, n°24, 1972 : La Poésie française de Belgique